# 克拉斯涅湖
克拉斯涅湖（烏克蘭語：Красне озеро）是烏克蘭的湖泊，位於該國北部切爾尼戈夫州，處於傑斯納河左岸，長2公里、寬0.3公里，面積0.6平方公里，該湖泊最大水深4.5米。